# استیون بکستر

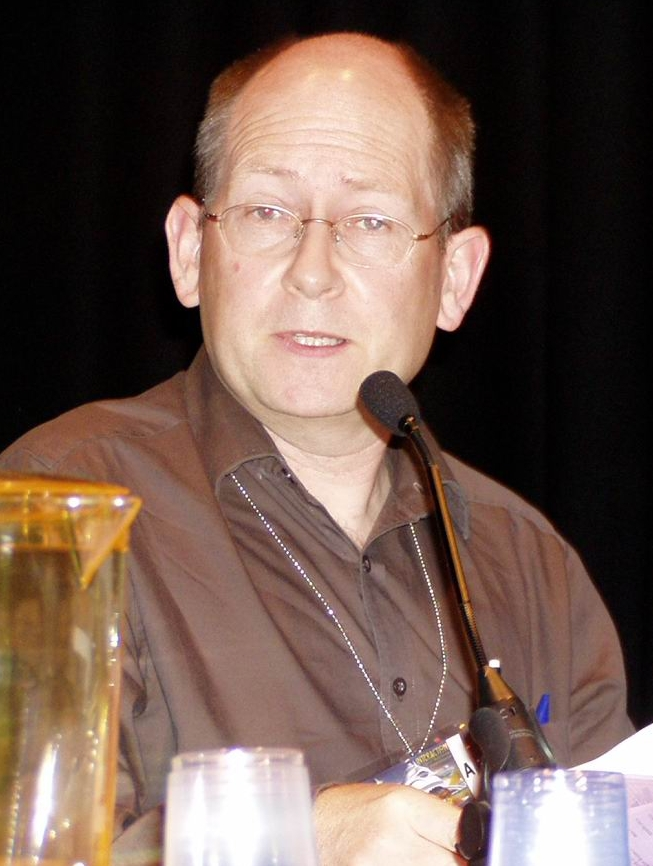
استفن بکستر در شصت و سومین همایش جهانی علمی‌تخیلی

استیون بکستر (زادهٔ ۱۳ نوامبر ۱۹۵۷، لیورپول، انگلستان) نویسندهٔ انگلیسی سبک علمی-تخیلی سخت است. وی کارشناسی ریاضیات از دانشگاه کمبریج و دکتری هوا-فضا از دانشگاه ساوث‌همپتون دارد.
 وی تا به حال برندهٔ جایزهٔ نویسندگان علمی-تخیلی انگلستان و جایزهٔ لوکاس شده‌است.